# Proeuropeizm

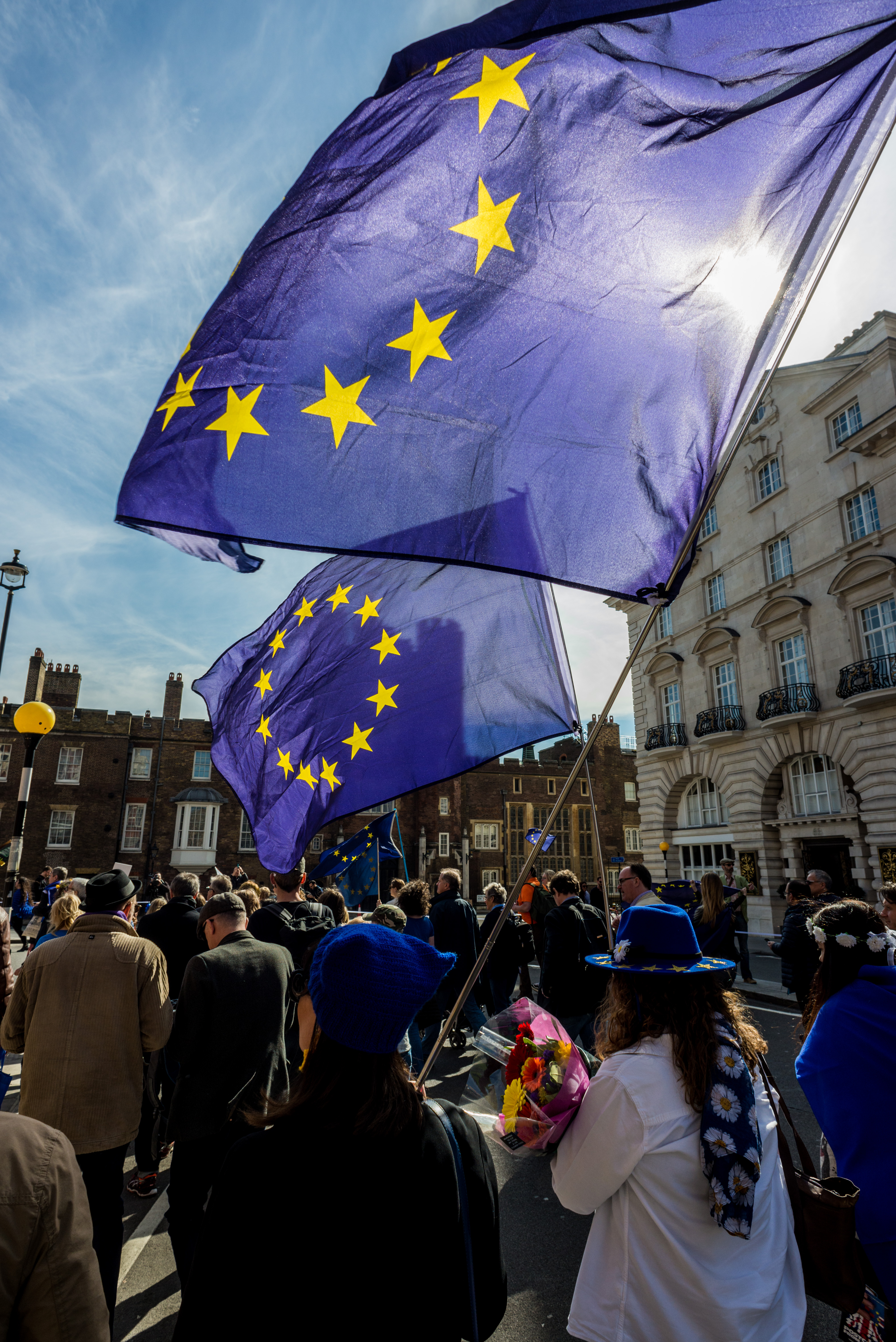
Marsz euroentuzjastów w Wielkiej Brytanii (2017 r.)

Proeuropeizm (euroentuzjazm) – światopogląd afirmujący koncepcję integracji europejskiej i członkostwo w Unii Europejskiej. Pojęcie odnosi się także do radykalnych zwolenników federalizacji oraz utworzenia europejskiego superpaństwa. Powiązany termin to „eurofilia”. Jest przeciwieństwem eurosceptycyzmu, który odnosi się do postaw politycznych sceptycznych lub sprzeciwiających się integracji europejskiej, których nie należy mylić z terminem „antyeuropejskość”. Z proeuropeizmem jest związany euroentuzjazm, który oznacza tendencję do większej integracji krajów Unii i powiększenia jej o nowe państwa lub dążenie do szybkiego wejścia do niej w przypadku krajów kandydujących.

## Proeuropejskie partie polityczne

### Poziom paneuropejski
- UE: Ruch Demokracji w Europie 2025 (DiEM25)[5]
- UE: Volt Europa[6]
- UE: Europejska Partia Ludowa (Chrześcijańscy Demokraci)[7]

### W krajach UE
- Austria: Austriacka Partia Ludowa[8], Socjaldemokratyczna Partia Austrii[9], Zieloni[10], NEOS[10][11]
- Belgia: Ruch Reformatorski, Flamandzcy Liberałowie i Demokraci, Partia Socjalistyczna (Walonia), Partia Socjalistyczna (Flandria), Chrześcijańscy Demokraci i Flamandowie, Centrum Demokratyczno-Humanistyczne, Ecolo, Groen, DéFI
- Bułgaria: Tak, Bułgaria!, Związek Sił Demokratycznych, GERB, Demokraci na rzecz Silnej Bułgarii
- Chorwacja: Chorwacka Wspólnota Demokratyczna, Socjaldemokratyczna Partia Chorwacji, Chorwacka Partia Chłopska, Chorwacka Partia Ludowa – Liberalni Demokraci, Istryjskie Zgromadzenie Demokratyczne
- Cypr: Zgromadzenie Demokratyczne, Partia Demokratyczna (DIKO)
- Dania: Det Radikale Venstre, Socialdemokraterne, Venstre, Konserwatywna Partia Ludowa
- Francja: La République en marche, Ruch Demokratyczny, Republikanie, Partia Socjalistyczna, Place Publique, Europe Écologie-Les Verts, Ruch Radykalny, Społeczny i Liberalny, Unia Demokratów i Niezależnych
- Grecja: Nowa Demokracja, Syriza, Ruch na rzecz Zmian, Rzeka, Unia Centrystów
- Hiszpania: Partia Ludowa, Hiszpańska Socjalistyczna Partia Robotnicza, Obywatele – Partia Obywatelska, Equo, Nacjonalistyczna Partia Basków
- Irlandia: Fine Gael, Fianna Fáil, Partia Pracy, Partia Zielonych
- Łotwa: Jedność, Dla Rozwoju Łotwy, Ruch Za!, Nowa Partia Konserwatywna
- Malta: Partia Narodowa, Partia Pracy, Partia Demokratyczna, Alternatywa Demokratyczna
- Niemcy: Sojusz 90/Zieloni, Unia Chrześcijańsko-Demokratyczna, Unia Chrześcijańsko-Społeczna w Bawarii, Socjaldemokratyczna Partia Niemiec, Wolna Partia Demokratyczna, Die PARTEI
- Polska: Platforma Obywatelska, Nowoczesna, Polskie Stronnictwo Ludowe, Nowa Lewica, Twój Ruch, Zieloni, Unia Europejskich Demokratów, Polska Partia Socjalistyczna[12], Lewica Razem, Polska 2050[13], Porozumienie[14], Centrum dla Polski
- Portugalia: Partia Socjaldemokratyczna, Partia Socjalistyczna, Pessoas-Animais-Natureza, LIVRE
- Szwecja: Szwedzka Socjaldemokratyczna Partia Robotnicza, Umiarkowana Partia Koalicyjna, Partia Centrum, Liberałowie, Chrześcijańscy Demokraci
- Włochy: Partia Demokratyczna (PD), Forza Italia (FI), +Europa, Italia Viva

### W krajach spoza UE
- Białoruś: Białoruska Chrześcijańska Demokracja, Białoruski Front Ludowy, Zjednoczone Siły Demokratyczne, Białoruska Partia Liberalna Wolności i Rozwoju
- Islandia: Sojusz, Świetlana Przyszłość, Viðreisn
- Norwegia: Høyre, Partia Pracy
- Rosja: Jabłoko, Partia Narodowej Wolności
- Szwajcaria: Socjaldemokratyczna Partia Szwajcarii, Zieloni, Chrześcijańsko-Demokratyczna Partia Ludowa Szwajcarii
- Ukraina: Sługa Ludu, Batkiwszczyna, Europejska Solidarność, Głos, Samopomoc, Ukraińska Partia Ludowa, Nasza Ukraina, Europejska Partia Ukrainy, Front Ludowy